# MED1
La proteína mediadora de la transcripción de la subunidad 1 de la ARN polimerasa (MED1) es una enzima que, en humanos, es codificada por el gen med1.
La activación de la transcripción genética es un proceso complejo que es puesto en funcionamiento por factores que reconocen sitios potenciadores de la transcripción en el ADN. Estos factores actúan en connivencia con proteínas coactivadoras para iniciar directamente la transcripción por medio de la ARN polimerasa II. La proteína MED1 es una subunidad del complejo CRSP (cofactor requerido para la activación de SP1), el cual, junto con TFIID, es requerido para que tenga lugar una activación eficiente de SP1. MED1 también es uno de los componentes de otros complejos, como el que forma el receptor de hormona tiroidea con sus proteínas asociadas, lo cual facilita la función del receptor sobre el ADN, donde actúa en conjunto con otros factores y cofactores de iniciación. MED1 también regula la apoptosis dependiente de p53 y es esencial en el proceso de adipogénesis. Esta proteína es conocida por su capacidad de oligomerizar consigo misma.

## Interacciones
La proteína MED1 ha demostrado ser capaz de interaccionar con:
- Receptor de hormona tiroidea alfa[4]
- Receptor androgénico[5]
- Cdk8[6][7]
- Receptor de glucocorticoides[8][9]
- BRCA1[10]
- Factor nuclear de hepatocito 4 alfa[11][12]
- PPARG[13]
- PPARGC1A[14]
- p53[15][16]
- Receptor de estrógeno alfa[17][7]
- TGS1[18]
- Receptor de calcitriol[17][6]